# Ingarpasjön
Ingarpasjön är en sjö i Eksjö kommun i Småland och ingår i Emåns huvudavrinningsområde. Sjön är 8 meter djup, har en yta på 1,17 kvadratkilometer och är belägen 195 meter över havet.

## Delavrinningsområde
Ingarpasjön ingår i det delavrinningsområde (638386-145197) som SMHI kallar för Utloppet av Ingarpasjön. Avrinningsområdets medelhöjd är 202 meter över havet och ytan är 10,46 kvadratkilometer. Räknas de 2 delavrinningsområdena uppströms in blir den ackumulerade arean 29,98 kvadratkilometer. Vattendraget som avvattnar avrinningsområdet har biflödesordning 2, vilket innebär att vattnet flödar genom totalt 2 vattendrag innan det når havet efter 183 kilometer. Delavrinningsområdet består mestadels av skog (44 procent) och jordbruk (34 procent). Avrinningsområdet har 1,15 kvadratkilometer vattenytor vilket ger det en sjöprocent på 11 procent.